# Timothy Laurence
Sir Timothy James Hamilton Laurence (Camberwell, 1º marzo 1955) è un ammiraglio britannico, marito della principessa Anna, figlia della regina Elisabetta II, e di conseguenza cognato del re Carlo III. Non essendo insignito di nessun titolo reale, rimane un membro minore della Famiglia reale britannica.

## Biografia

### Origini e formazione
Timothy James Hamilton Laurence è nato a Camberwell, distretto a sud di Londra, il 1º marzo 1955, figlio del comandante Guy Stewart Laurence e di Barbara Alison Laurence, nata Symonds.
Laurence è stato istruito presso la New Beacon Preparatory School e poi alla Sevenoaks School, nel Kent; infine presso l'University College dell'Università di Durham, dove, grazie a una borsa di studio navale, ha ricevuto un Bachelor of Science superiore di 2º livello con lode in geografia. All'università, ha curato il giornale studentesco Palatinate ed è stato capitano della squadra di cricket.

### Carriera navale
È stato promosso guardiamarina il 1º gennaio 1973, e sottotenente il 1º gennaio 1975. Dopo aver lasciato Durham ha completato la sua formazione iniziale presso il Britannia Royal Naval College di Dartmouth, ed è stato assegnato alla HMS Aurora, una fregata con base a Plymouth. È stato promosso a tenente con dieci mesi di anticipo, il 1º marzo 1977. Nel 1978 è stato assegnato alla HMS Vernon per l'addestramento e nell'anno successivo ha servito sulla dragamine HMS Pollington.
Laurence ha operato brevemente come ufficiale di navigazione del Royal Yacht Britannia, e nel biennio 1980-1982 con lo stesso ruolo sul cacciatorpediniere HMS Sheffield. Nel 1982, ha preso il comando della motovedetta HMS Cygnet che allora operava al largo dell'Irlanda del Nord, con ruolo di pattuglia in contrasto all'IRA.
Dopo aver frequentato un corso per Principal Warfare Officer sulla HMS Driade, il 1º marzo 1985 è stato promosso tenente comandante, e assegnato alla fregata HMS Alacrity. Dal marzo 1986 ha frequentato un corso di tattica (RANTACCS) della Royal Australian Navy a bordo della HMAS Watson, presso Sydney. Nell'aprile dello stesso anno gli è stata notificata la sua prima nomina personale a scudiero della regina. È stato promosso comandante il 31 dicembre 1988.
Nel mese di ottobre 1989 è stato assegnato alla nuova fregata HMS Boxer; il 30 gennaio successivo, a 34 anni, ha assunto il ruolo di ufficiale comandante. Tra il 1992 e il 1994 Laurence era parte del personale navale nel Ministero della Difesa, a Londra. Il 16 maggio 1994 è stato nominato primo assistente militare del Segretario di Stato per la Difesa Malcolm Rifkind, per fornire consulenze militari nel suo ufficio privato.
Laurence è stato promosso a capitano il 30 giugno 1995, e fino al 1996 è stato al comando della fregata HMS Cumberland. Nel maggio 1996 la nave ha operato nel mar Adriatico nell'ambito della missione NATO Implementation Force. Il 27 agosto 1996 è diventato comandante della fregata HMS Montrose, nonché capitano del 6º squadrone di fregate. Fino a ottobre 1996 la nave ha operato nell'oceano Atlantico meridionale, parte della pattuglia delle isole Falkland.
Nel luglio 1997 è rientrato nel Ministero della Difesa, inizialmente nello staff della Marina e poi dal giugno 1998, dopo la promozione a commodoro, come membro della squadra di attuazione della Strategic Defence Review del 1998.

### Carriera successiva
Da gennaio 1999 è stato Hudson Visiting Fellow presso il St Antony's College, a Oxford, dove ha scritto un articolo sul rapporto tra l'assistenza umanitaria e la pace. Dal 15 giugno 1999 è stato assegnato al Joint Services Command and Staff College, come Assistente del Comandante. Dal 2001 alla primavera del 2004 è ritornato al Ministero della Difesa, come direttore delle risorse della Marina e dei programmi.
Il 5 luglio 2004 Laurence è stato promosso contrammiraglio, e Assistente Capo di Stato Maggiore della Difesa, con responsabilità delle risorse e della pianificazione. Il 30 aprile 2007 è stato promosso a vice ammiraglio, e reso dal 2008 direttore generale del Defence Estates (ufficio nello stesso anno rinominato Defence Infrastructure Organisation).
Nel luglio 2009 è diventato capo della comunità della British Government's Property Asset Management, ente dipendente dal governo. La comunità comprende professionisti in materia di appalti di costruzione, proprietà e gestione della proprietà, delle strutture e dei contratti. La Royal Institution of Chartered Surveyors (RICS) ha fatto Laurence membro onorario in riconoscimento della gestione del risparmio con responsabilità.
Si è ritirato dalla Marina nel mese di agosto 2010 e ora persegue un portafoglio di interessi prevalentemente non esecutivi e di beneficenza, con un accento particolare sulla proprietà e il rinnovamento. Fa parte del Consiglio di Amministrazione della società di gestione del progetto, Capita Symonds, è presidente non esecutivo dei promotori immobiliari Dorchester Regeneration, ed è stato presidente ad interim di Saturnland, una società di nuova costituzione specializzata nella bonifica di siti e nel rinnovamento. È consulente militare di alto livello. Fa parte del Boards of English Heritage, della Commonwealth War Graves Commission, della Royal National Lifeboat Institution e della HMS Victory Preservation Company. Altre attività da lui praticate includono il tennis, il golf, la vela, gli sport all'aperto e le visite ai campi di battaglia.

### Matrimonio
Laurence ha incontrato la principessa Anna quando operava come scudiero della regina Elisabetta II nel 1986, in un momento in cui si mormorava che il primo matrimonio della principessa con il capitano Mark Phillips stesse finendo. Nel 1989, il quotidiano The Sun ha rivelato l'esistenza di lettere private di Laurence ad Anna, pur non menzionando il nome del mittente. Buckingham Palace ha rilasciato una dichiarazione: "Le lettere rubate sono state indirizzate alla principessa reale dal comandante Timothy Laurence, scudiero della regina. Non abbiamo nulla da dire circa il contenuto delle lettere personali inviate a Sua Altezza Reale da un amico, che sono state rubate e che sono oggetto di un'indagine di polizia."
Il comandante Laurence e Anna si sono sposati il 12 dicembre 1992 con una cerimonia della Chiesa di Scozia nella Crathie Kirk, a Ballater, nei pressi del castello di Balmoral; la Chiesa di Scozia consente infatti l'unione di persone divorziate. Con il matrimonio, non ha ricevuto alcun titolo, ma è entrato a far parte della famiglia reale e nel giugno 2011 ha ricevuto l'onorificenza di cavaliere commendatore dell'Ordine Reale Vittoriano.
La principessa Anna, dopo il divorzio, ha mantenuto la sua tenuta di campagna, Gatcombe Park nel Gloucestershire. Dopo il matrimonio, lei e Laurence hanno affittato, come loro residenza nella capitale, un appartamento nel complesso di Dolphin Square a Westminster. In seguito è stato loro assegnato un appartamento presso Buckingham Palace e poi a St. James's Palace.